# Le Petit Train du Jardin d’Acclimatation
| Le Petit Train du Jardin d’Acclimatation  | Le Petit Train du Jardin d’Acclimatation |
| ----------------------------------------- | ---------------------------------------- |
| Die ligne du jardin d’acclimatation, 2009 |                                          |
| Streckenverlauf                           |                                          |
| Streckenlänge:                            | 1,6 km                                   |
| Spurweite:                                | 500 mm (Schmalspur)                      |
|                                           |                                          |

Le Petit Train du Jardin d’Acclimatation ist eine etwa 1,6 km lange Schmalspurbahn mit einer Spurweite von 500 mm im Bois de Boulogne von Paris.

## Geografische Lage
Die Bahn führt von der Porte Maillot zum Jardin d’Acclimatation, einem Landschafts- und Freizeitpark innerhalb des Bois de Boulogne.

## Geschichte

### Weltausstellung 1878

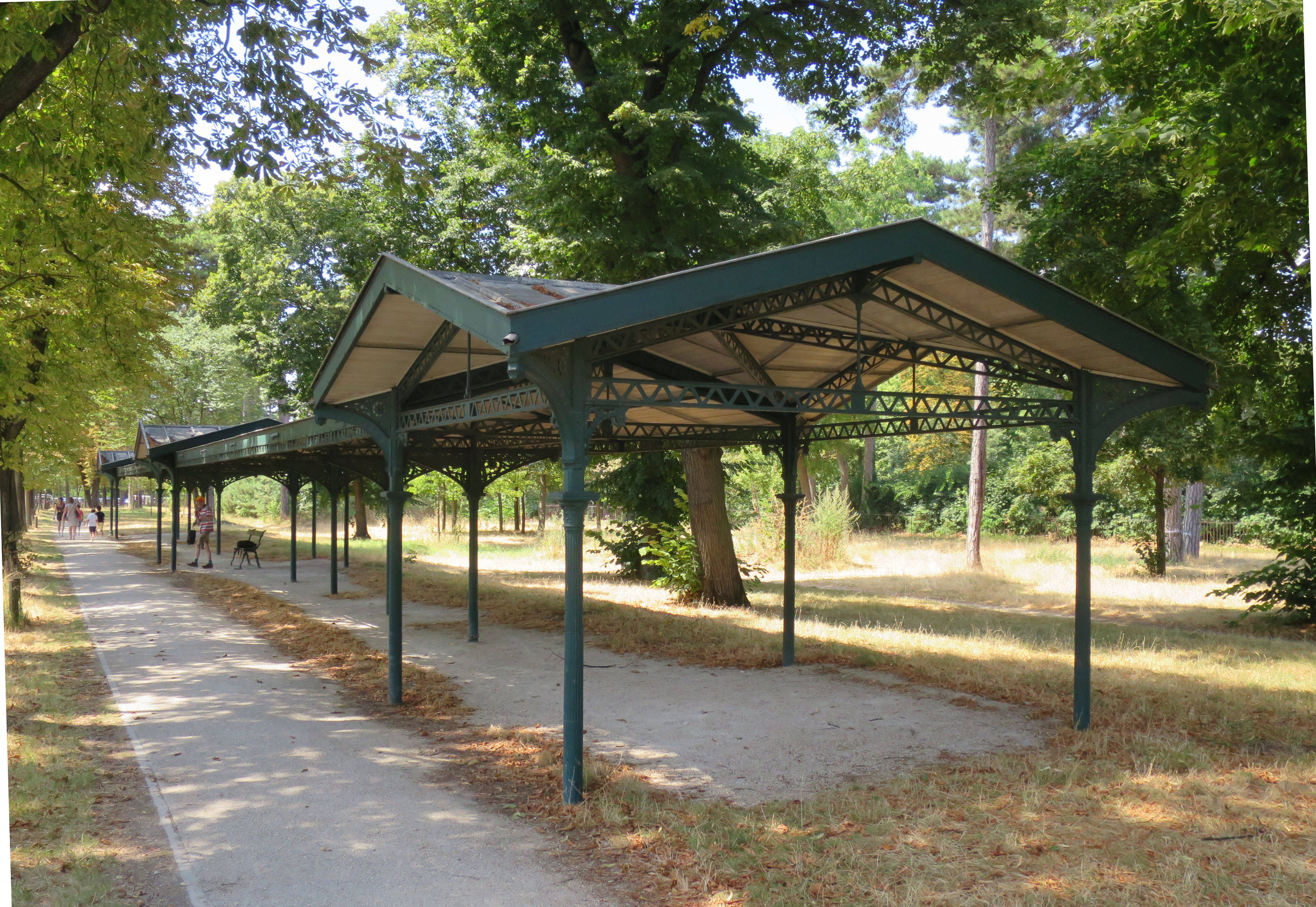
Bahnsteigdach von 1878

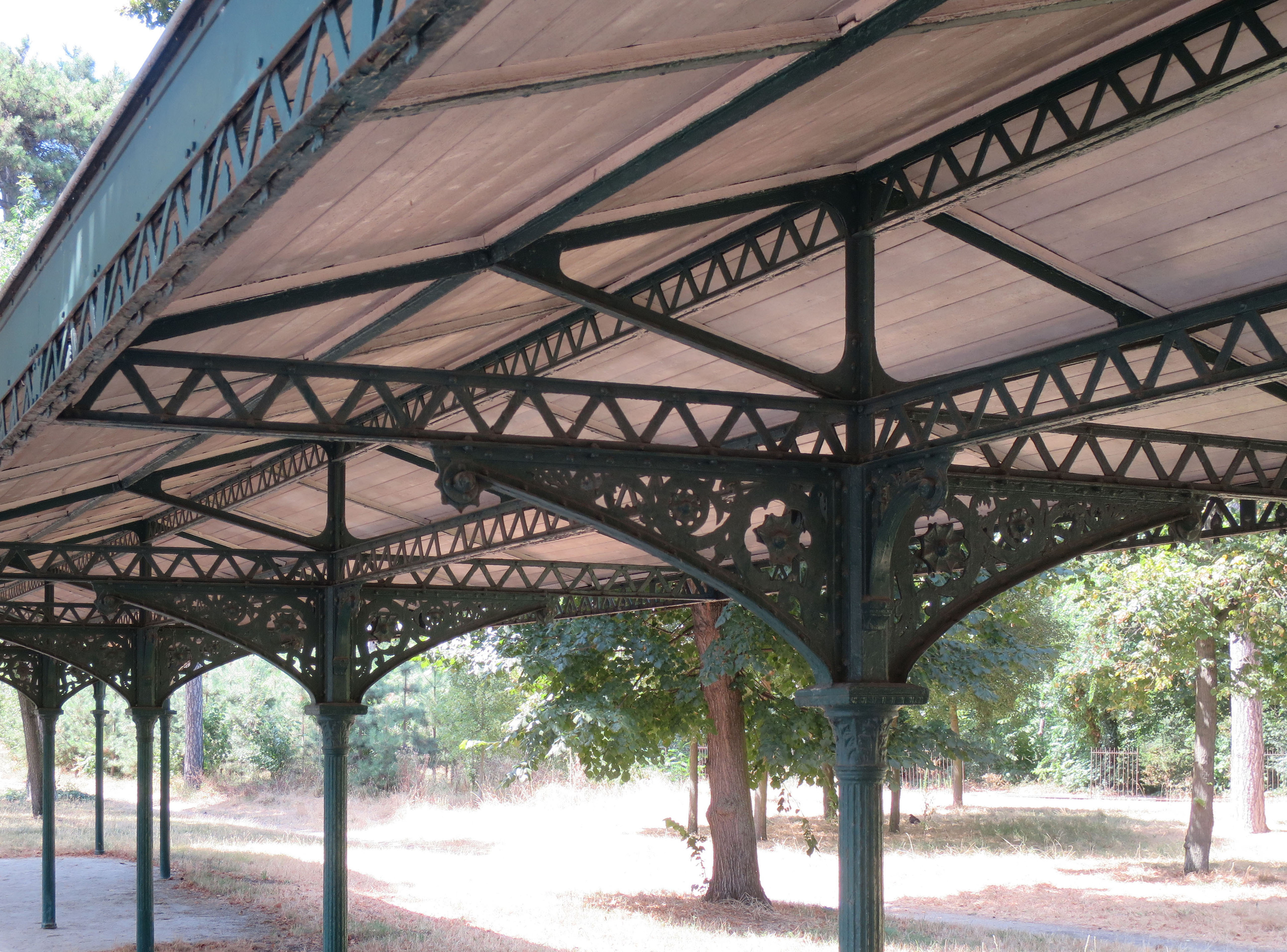
Bahnsteigdach, Detail

Der französische Schmalspurbahn-Pionieer Paul Decauville wollte sein Feldeisenbahn-System, das auf relativ einfach verlegbare Gleiselemente und wartungsarme, robuste Fahrzeuge setzte, auch auf der Weltausstellung von Paris 1878 vorstellen. Dazu plante er auf dem zentralen Ausstellungsgelände auf dem Champ de Mars eine Strecke vom Trocadéro im Westen zur am anderen Ende der Ausstellungsfläche gelegenen Militärakademie. Dieser Antrag wurde aber abgelehnt. Er bot daraufhin an, eine Strecke von der Porte Maillot zum Jardin d’Acclimatation im Bois de Bologne, dem Ausstellungsgelände der Weltausstellung für den Agrarbereich, zu errichten, was Erfolg hatte. Die Strecke war 2 km lang und beförderte die Ausstellungsbesucher auf einer kreisförmigen Strecke. Die Züge fuhren dabei mit einer Höchstgeschwindigkeit von 15 km/h. An Sonntagen betrug das Fahrgastaufkommen bis zu 3000 Fahrgäste, die das Erlebnis sehr positiv kommentierten. Die Strecke wurde nach dem Ende der Ausstellung wieder abgebaut. Die gusseiserne Bahnsteigüberdachung des Bahnhofs La Porte Maillot blieb bis heute vor Ort erhalten.

### Die zweite Bahn

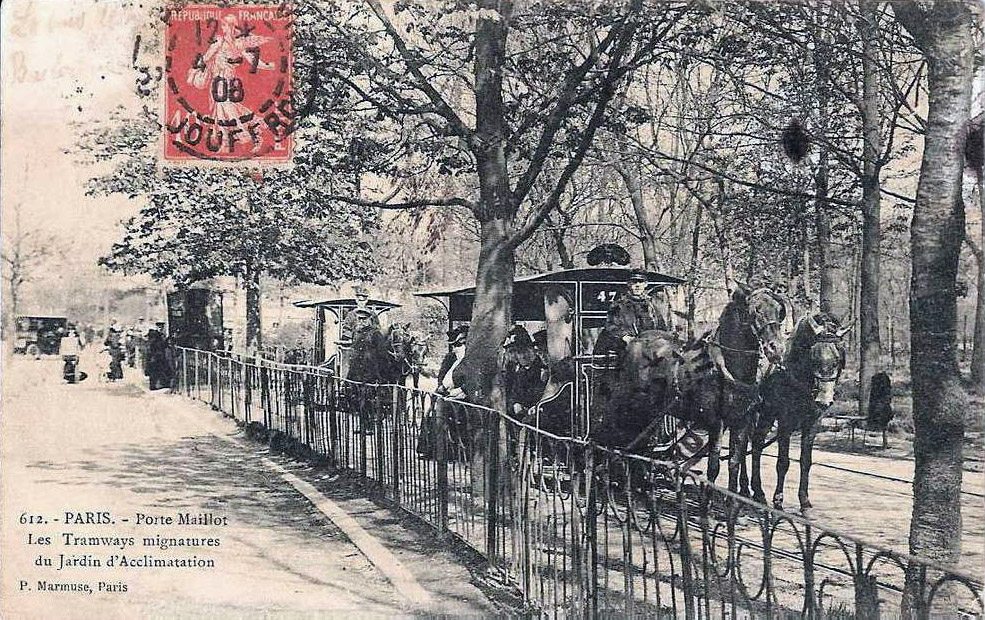
Von 1880 bis 1910 wurden die Eisenbahnwagen von Ponys gezogen

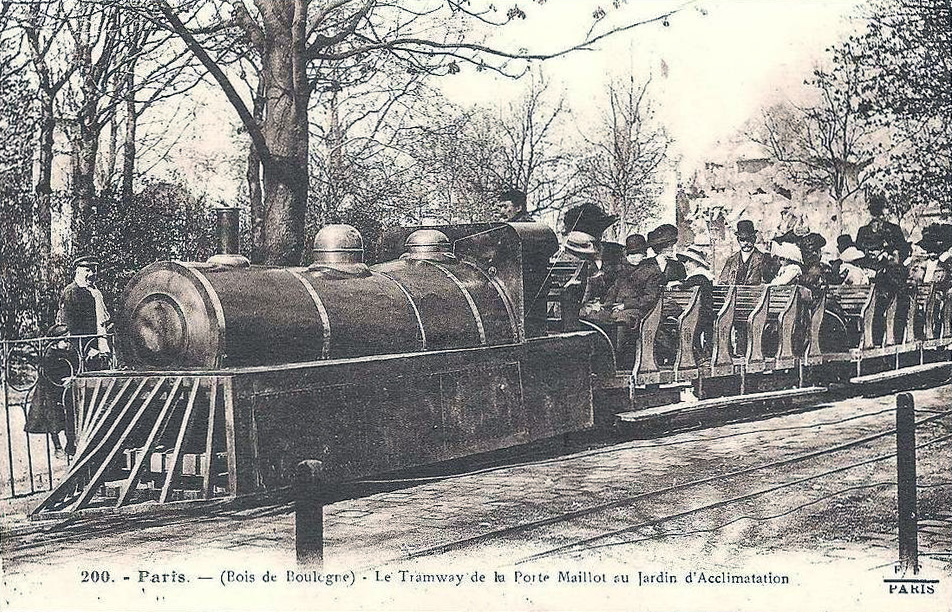
Die Benzinlokomotiven von 1910 sahen wie Dampflokomotiven aus

1880 wurde von einem anderen Unternehmen erneut eine Strecke von der Porte Maillot zum Jardin d’Acclimatation verlegt. Auf ihr fuhren von Ponys gezogene amerikanische Straßenbahnwagen mit je 8 Sitzplätzen, wobei die Fahrgäste quer zur Fahrtrichtung Rücken an Rücken auf längs angebrachten Sitzbänken saßen. Der Pferdebahnbetrieb wurde 1910 durch Lokomotiven mit Verbrennungsmotoren ersetzt, die in ihrer äußeren Gestaltung das Aussehen von Dampflokomotiven vortäuschten. Diese zogen drei bis vier Personenwagen mit Querbänken, die den Blick in Fahrtrichtung ermöglichten. Das Aussehen der Lokomotiven änderte sich über die Jahre, wobei es zeitweise an Renault-Taxis erinnerte.
1930 wurde die Strecke an beiden Enden verkürzt. Seitdem wurde der Streckenverlauf nicht mehr wesentlich verändert.
Wegen der Benzinknappheit im und nach dem Zweiten Weltkrieg wurden die Benzinlokomotiven durch batteriebetriebene Fahrzeuge ersetzt, die vermutlich auf der Weltfachausstellung 1937 eingesetzt worden waren. Ihre gummibereiften Räder liefen außerhalb der Schienen. Nachdem die Benzinknappheit überwunden war, wurden die ursprünglichen Lokomotiven wieder in Betrieb genommen. 1960 baute Renault sieben Lokomotiven mit jeweils zwei Drehgestellen. Ihr Aufbau war stromlinienförmig und farbenfroh gestaltet. Sie waren 3,05 m lang und 1,20 m breit, wogen jeweils 5 t und hatten bei 55 PS eine Höchstgeschwindigkeit von 19 km/h. Die Personenwagen waren weiterhin die von 1910, allerdings ab 1951 ergänzt um ein Dach.

## Betrieb

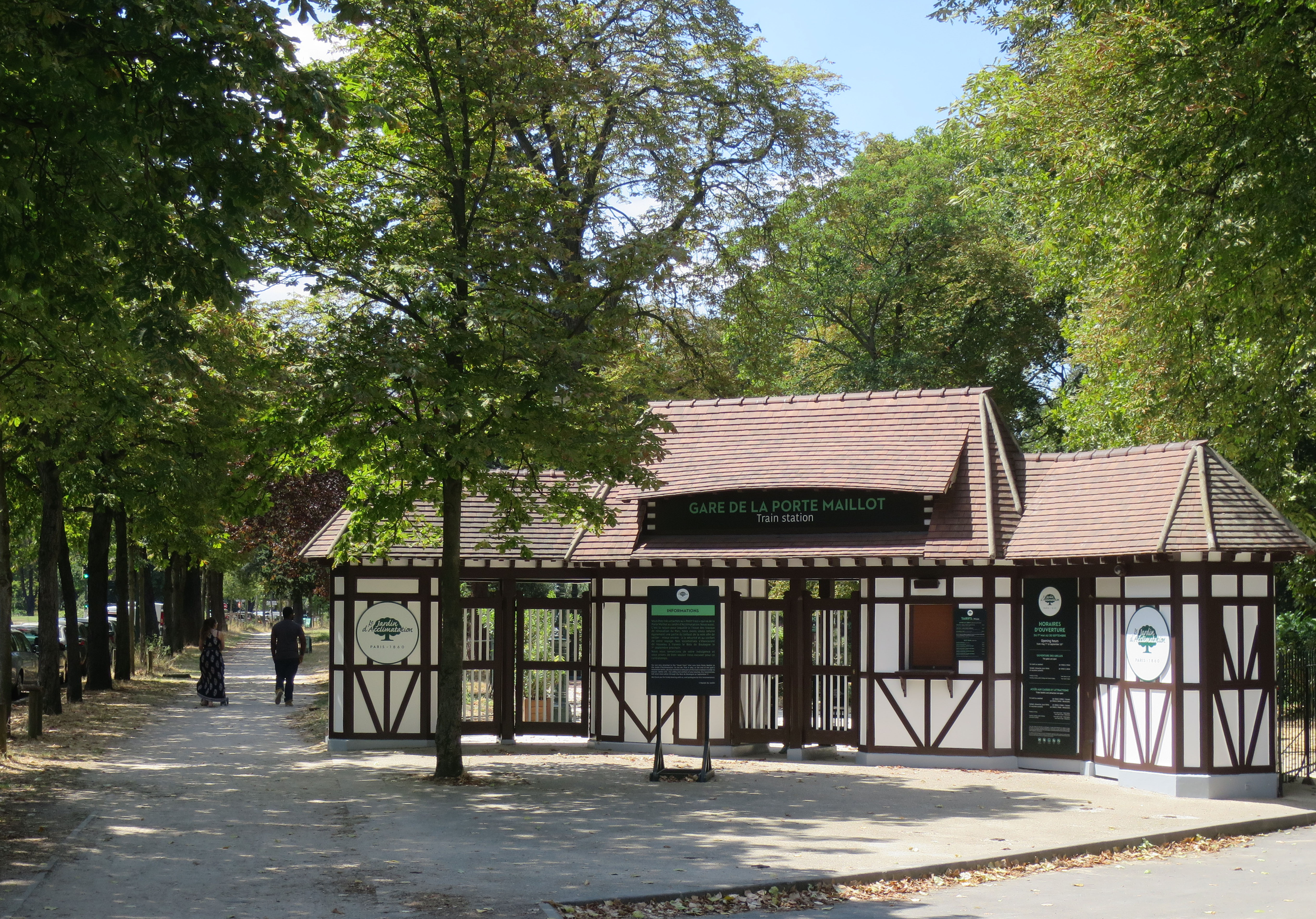
Empfangsgebäude an der Porte Maillot

2010 wurden neue Elektrolokomotiven in Betrieb genommen, 2018 der Oberbau saniert.